# シェリーに口づけ
「シェリーに口づけ」（シェリーにくちづけ、フランス語: Tout, tout pour ma chérie）は、フランスの歌手・ミッシェル・ポルナレフの楽曲である。日本では1971年にリリースされ大ヒットをしている。ポルナレフは「愛の休日」「悲しきマリー」「愛のコレクション」「愛の願い」「愛の伝説」「忘れじのグローリア」「悲しみのロマンス」「ノンノン人形」など多数のヒットを放ち、70年代前半の日本ではカーペンターズ、エルトン・ジョン、シカゴ、T・レックスらと並ぶか、彼らをしのぐ人気スターとなった。

## 解説
フランス語の題名は「すべてを僕の愛しい人に」の意味である。
1969年
日本では当初の邦題は「可愛いシェリーのために」で、フランスでのシングルと同様、"Tous les bateaux... tous les oiseaux"（邦題：追わないで）のカップリング曲としてCBSソニーから発売されたがヒットしなかった。「追わないで」は権利がエピックに移行してから「渚の想い出」に改題されている。
1971年
現在に至る邦題「シェリーに口づけ」でこの年にCBSソニー内に起ち上がったレーベル「エピック」からリリースされ、40万枚を売り上げるヒット曲となった 。同年、この曲が収録された日本でのファースト・アルバム『愛と青春のトルバドゥール/ミッシェル・ポルナレフ 1』もリリースされている。このファースト・アルバムはフランス盤のファースト・アルバム『Love Me Please Love Me』(1966年)に「シェリーに口づけ」を追加収録をしたものである。
- 「シェリー」を「シェリー酒」、または英語の女性名"Sherry"と勘違いしたという誤訳説がある。実際には、フランス語における「シェリー (chérie)」とは、英語の「ダーリン (darling)」に相当する『愛しい人』の意味であり、フランス語の原題を英語に訳すと「All, all for my darling」（全て、全てを私の愛しい人に）である。
- この邦題を付けたのは、当時CBSソニーに中途入社した高久光雄で、"Tout, Tout"がキスの音に聞こえることに由来する[2]。
- この曲はサッカーの応援歌としても歌われ[5]、1998年にウルトラス・ニッポンが「アレ!ジャポン!!」の曲名でカバーした。
- 日本ではテレビドラマ『新しい風』のイメージソング[6]、テレビドラマ『WATER BOYS』の挿入歌[5]、情報番組『朝生ワイド す・またん!』のオープニングテーマ曲（2010年3月29日～2017年10月31日、2023年8月28日～現在）[7]に使用されている。